# Густав Вільгельм Мюллер
Густав Вільгельм Мюллер (нім. Gustav Wilhelm Müller; 1857 — 1940) — німецький зоолог, спеціалізувався на вивченні остракод (Ostracoda).
У 1895 році він змінив Карла Едуарда Адольфа Герштекера на посаді директора зоологічного музею у Грайфсвальдському університеті, де він працював до 1923 року. 
Він був автором численних таксонів остракод; зокрема виділив підродину Conchoeciinae і роди Archiconchoecia, Cytherois і Stenocypria. У 1965 році на його честь був названий рід Muellerina (родина Hemicytheridae).

## Праці
- Нові Cypridinidae // Neue Cypridiniden, 1891
- Остракоди Неаполітанської затоки та сусіднії морських територій // Dieacoden des Golfes von Neapel und der angrenzenden Meeres-Abschnitte, 1894
- Остракоди // Ostracoda, 1894
- Німецькі прісноводні остракоди // Deutschlands Süswasser-Ostracoden, 1900
- Остракоди з експедиції Зібоги /// Dieacoden der Siboga-Expedition, 1906
- Остракоди з Яви // Ostracoden aus Java, 1906
- Остракоди з німецької експедиції на Південний полюс // Dieacoden der deutschen Südpolar-Expedition, 1908[3]
- розділ про остракод у багатотомному довіднику «Царство тварин» // Das Tierreich (Das Tierreich/ 31 : Crustacea, Ostracoda / bearb. von G. W. Müller, 1912).[4]